# HERO'S
HERO'S는 입식격투기 K-1을 운영하던 파이팅 엔터테인먼트 그룹(FEG)에서 2007년까지 주최해온 종합격투기 대회이다. 경쟁단체이던 프라이드 FC의 소멸 이후 스탭들이 합류하면서 히어로즈는 2008년에 드림으로 대체되었다.